# Robada
Die Robada war ein spanisches Flächenmaß und wurde als Aussaatmaß genutzt. Der Name ist von dem Volumenmaß Robo abgeleitet, sprachlich eine Variante der aus dem Arabischen stammenden Hohlmaßbezeichnung Arroba. Ein Robo Getreide sollte eine bestellte Fläche von einer Robada ergeben. Die Maße waren hauptsächlich in Navarra gebräuchlich und wurden bis in die zweite Hälfte des 19. Jahrhunderts benutzt.
Eine Robada wurde mit 898 Quadratmetern gerechnet, also knapp 9 Ar.
Beispiele aus Pamplona:
- 1 Robo = 16 Almudas (= 1,758 Liter) = 28,13 Liter [1][3]
- 1 Robada = 1458 Quadrat-Varas = 8,985 Ar [3]

Die Vara (= Elle) maß in Pamplona 78,5 cm.